# Asymbolus submaculatus
Asymbolus submaculatus är en hajart som beskrevs av Compagno, Stevens och Last 1999. Asymbolus submaculatus ingår i släktet Asymbolus och familjen rödhajar. IUCN kategoriserar arten globalt som livskraftig. Inga underarter finns listade.

## Bildgalleri

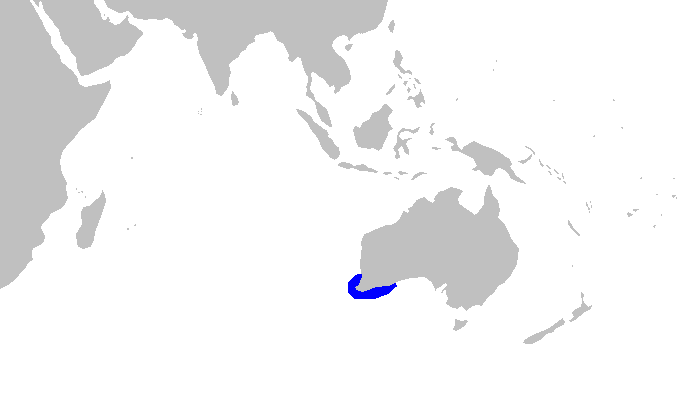